# Навколо сміху
«Навколо сміху» (рос. «Вокруг смеха») — радянська художньо-сатирична та гумористично-розважальна телепередача, виходила в ефір з 1978 до 1990 року. Вів передачу поет-сатирик Олександр Іванов.
Ініціатива створення художньо-сатиричної передачі належала редактору ЦТ Тетяні Пауховій, завідувачу гумористичного відділу «Літературної газети» Віктору Веселовському, письменнику Аркадію Ініну, режисерові Гарію Черняховському та художнику Ігорю Макарову, який став згодом художником-оформлювачем телепередачі. Передача дістала назву за асоціацією з популярним журналом «Навколо світу» (рос. «Вокруг света»). Більшість авторів передачі друкувались у «Літературній газеті», на останній, гумористичній сторінці «Клуб 12 стільців». Передача однією з перших відкрила імена Семена Альтова, Михайла Задорнова, Михайла Мішина, В'ячеслава Полуніна, Олександра Розенбаума, Леоніда Ярмольника та інших. Учасниками передачі також були на той час популярні Михайло Жванецький, Аркадій Арканов, Роман Карцев, Віктор Ільченко, Григорій Горін, Ріна Зелена, Леонід Утьосов.
Роль ведучого призначалася відомому акторові Ростиславу Плятту. Однак до початку зйомок дебютної передачі актор захворів і не зміг зніматися. За іншими даними на роль ведучого був запрошений Андрій Миронов, який не зміг прибути через зайнятість. Зйомки відбувались в режимі проведення вистави, тому ведення передачі було доручено першому-ліпшому гумористу, яким виявився Олександр Іванов, який був учасником передачі. За іншою версією, Іванова призначили провідним за підказкою дружини одного з керівників ЦТ Валеріана Каландадзе.
Перший випуск передачі відбувся 15 вересня 1978 року, другий — 14 січня 1979, потім 26 травня.
У 1991 передачу закрили, оскільки через перебудову багато тем, які сприймалися як сатира, стали неактуальними.